# BK Astana
Der BK Astana (russisch БК Астана) ist eine kasachische Profibasketballmannschaft aus Astana, die in der kasachischen Nationalliga und in der VTB United League spielt.

## Geschichte
Der Klub wurde 2011 neu gegründet auf der Basis von Astana Tigers. Der Vorgänger wechselte in die 2. kasachische Liga. Bereits kurz nach der Gründung gelang der neuformierten Mannschaft im Dezember 2011 der Gewinn des kasachischen Pokals. Seitdem dominiert die Mannschaft in der nationalen Meisterschaft. Die Mannschaft gewann mehrere Titel in der Meisterschaft und im nationalen Pokal. International spielt Astana seit der Saison 2011/12 in der VTB Liga. Das beste Ergebnis bisher war das Erreichen der Play-offs. BK Astana spielte in der Saison 2014/15 in den EuroChallenge und erreichte dort die Runde der Top 16. In der nächsten Saison Spielte der Club im FIBA Europe Cup. Das beste internationale Ergebnis bisher war das Erreichen des dritten Platzes im FIBA Asia Champions Cup 2017.

### Saisonübersicht
| Saison  | National     | Regular | Play-off | Europa                           | Regional                     |
| ------- | ------------ | ------- | -------- | -------------------------------- | ---------------------------- |
| 2011/12 | Nationalliga | 1.      | 1.       |                                  | VTB Liga 7 (Gr.A)            |
| 2012/13 | Nationalliga | 1.      | 1.       |                                  | VTB Liga Achtelfinale        |
| 2013/14 | Nationalliga | 1.      | 1.       |                                  | VTB Liga Achtelfinale        |
| 2014/15 | Nationalliga | 1.      | 1.       | EuroChallenge, Top 16            | VTB Liga Viertelfinale       |
| 2015/16 | Nationalliga | 2.      | 2.       | FIBA Europe Cup Gruppenphase     | VTB Liga 14. Reguläre Saison |
| 2016/17 | Nationalliga | 1.      | 1.       | FIBA Asia Champions Cup 3. Platz | VTB Liga Viertelfinale       |
| 2017/18 | Nationalliga |         |          |                                  | VTB Liga                     |

## Erfolge
- Kasachischer Meister (5 ×): 2012, 2013, 2014, 2015, 2017
- Kasachischer Pokalsieger (6 ×): 2011, 2012, 2013, 2014, 2017, 2018